# Henny Bomers
Henricus Joseph Aloysius (Henny) Bomers C.M. (Groenlo, 19 april 1936 – Haarlem, 12 september 1998) was een Nederlands rooms-katholiek prelaat. Hij was bisschop van het bisdom Haarlem van 1983 tot zijn dood in 1998.
Henny Bomers trad in 1957 toe tot de congregatie van de paters Lazaristen. Hij werd priester gewijd op 19 maart 1964.

## Ethiopië
Na enkele jaren filosofie gestudeerd te hebben aan de Katholieke Universiteit van Nijmegen, een studie die hij niet afrondde, vertrok hij in 1967 naar Ethiopië en bleef daar tot 1983. Hij was er docent filosofie aan het grootseminarie te Addis Abeba en vanaf 1973 regionaal overste van de Lazaristen. In zijn Ethiopische jaren stond Bomers vooral bekend als een zeer praktisch iemand – die zijn oude auto zelf weer aan de praat kreeg en die de steigers beklom om al naargelang eigenhandig te timmeren en te metselen aan zijn kerkje.

## Bisschop
In 1977 benoemde paus Paulus VI hem tot titulair-bisschop van Avioccola en tot apostolisch vicaris van Gimma/Nekemte. Als wapenspreuk koos Bomers een tekst uit de tweede brief van Paulus aan Timoteüs: Verbum Dei non est alligatum (Het Woord Gods laat zich niet binden). Op 9 juli 1978 ontving hij in Groenlo de bisschopswijding uit handen van kardinaal Alfrink.

## Bisdom Haarlem

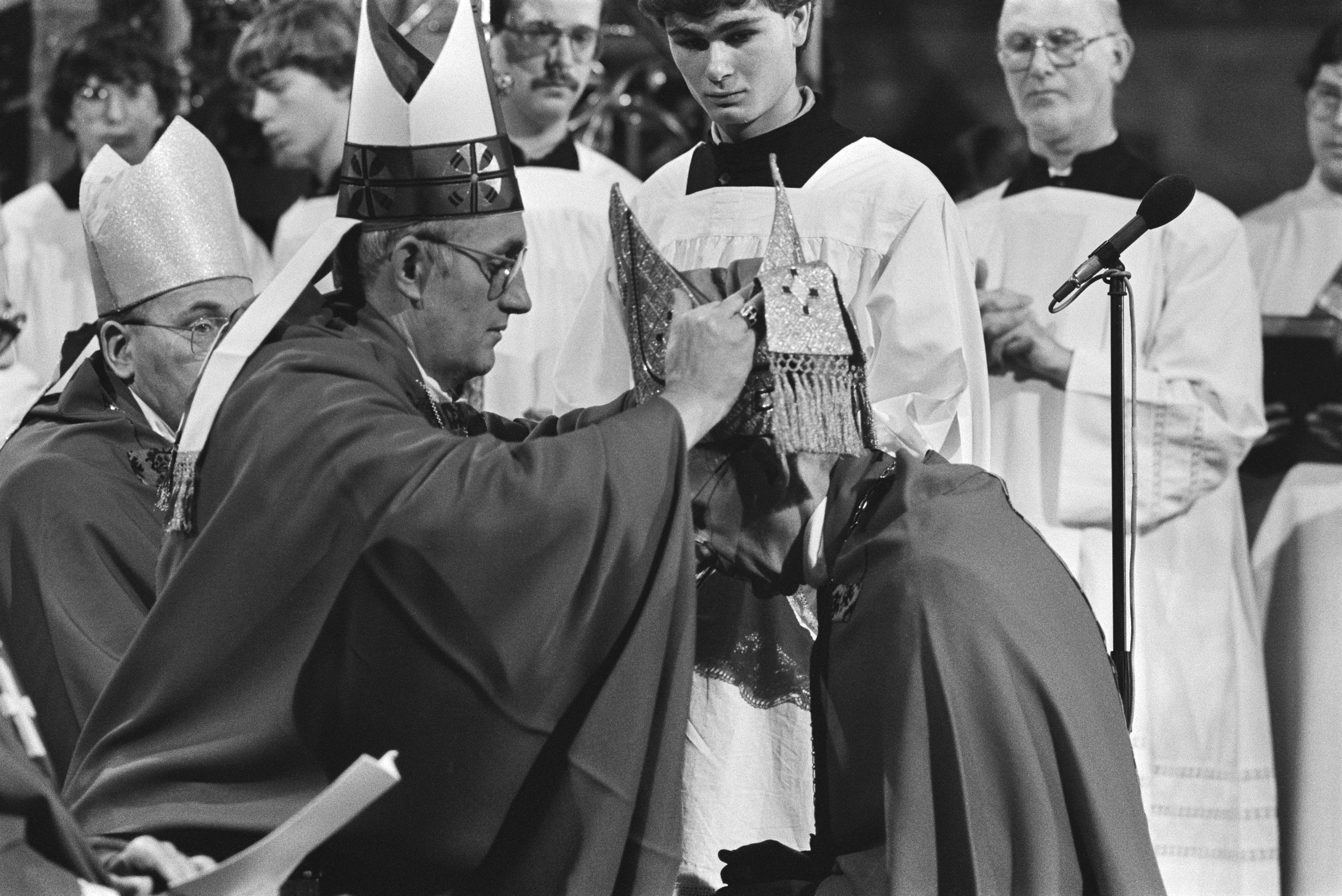
Bomers wijdt Lescrauwaet tot hulpbisschop (1983)

Op 21 oktober 1983 werd hij (op dezelfde dag dat Joseph Lescrauwaet hulpbisschop werd) tot bisschop-coadjutor van Haarlem benoemd. Zijn benoeming – die zonder overleg met de diocesaan bisschop Theodorus Zwartkruis tot stand gekomen was – zorgde voor een schok in het bisdom. Mgr. Zwartkruis overleed diezelfde avond. Aanvankelijk ontstonden geruchten over een mogelijk verband tussen Zwartkruis' dood en de benoeming van de twee nieuwe hulpbisschoppen. Later onderzoek van het bisdom zelf kon dat verband overigens niet leggen.
Bomers werd vervolgens benoemd tot bisschop van Haarlem in welke functie hij tot zijn dood bleef. Tijdens zijn episcopaat had hij te maken met een sterke polarisatie onder de gelovigen en binnen de bestuursorganen van het Haarlemse diocees. Bij zijn uitvaart zei zijn broer Frans, ook priester, dat ze hem in familie en congregatie weleens de raad gaven: "Doe wat rustig aan, doe van jouw kant ook eens wat water bij de wijn", waarop de bisschop dan antwoordde: "Maar dan is het geen wijn meer!".
Begin jaren negentig zegde Bomers zijn lidmaatschap van het CDA op uit protest tegen het beleid van die partij inzake de euthanasiewetgeving. In 1993 ging hij akkoord met de oprichting van een convict voor aanstaande buitenlandse priesters van de Neo-catechumenale Weg in Nieuwe Niedorp. Tijdens zijn episcopaat richtte hij in 1996 ook het diocesane grootseminarie opnieuw op.
Bomers overleed onverwacht, aan de gevolgen van een hartaanval, die hem tijdens een korte wandeling trof. Hij werd op 19 september 1998 in een stampvolle kathedraal Sint-Bavo uitgevaren. Zijn hulpbisschop Mgr Punt volgde hem op, eerst als diocesaan administrator en later als diocesaan bisschop.